# Malte Wiman
Malte Wiman, född 10 juli 1899 i Barlingbo, Gotlands län, död 8 december 1963, var en svensk bankdirektör.

## Biografi
Wiman var son till bankdirektören Henric Wiman och Alva Hederstedt samt bror till Kjell Wiman. Han tog studentexamen 1918 och diplomerades från Handelshögskolan i Stockholm. Wiman genomförde språkstudier i Tyskland, England och Frankrike 1923–1925. Han var anställd vid Banque des Pays du Nord i Paris 1925, Skandinaviska Kreditaktiebolaget i Stockholm 1925–1927, Illinois Merchants Trust Company i Chicago 1927–1928, Gotlands Bank från 1928, vice verkställande direktör 1934 och verkställande direktör från 1937–1956. Wiman var direktör i Svenska Handelsbanken från 1956. Wiman var verkställande direktör och styrelseledamot i Gotlands Allehandas tryckeri AB och Gotlands Järnvägs AB. Han var styrelseledamot i Nya AB Visby bryggeri, AB Lindströms järnhandel och Ångfartyg AB Gotland.
Malte Wiman är begravd på Östra kyrkogården i Visby. Han gifte sig med Hillevi Frieberg (1901–1993) och blev far till Brigitte och Bert.

## Utmärkelser
- Riddare av Vasaorden (RVO)[2]